# Stazione di La Crau
La stazione di La Crau (In francese Gare de La Crau) è una fermata ferroviaria posta sulla linea La Pauline-Hyères - Salins-d'Hyères, a servizio di La Crau, situata nel dipartimento del Varo, regione Provenza-Alpi-Costa Azzurra.
È servita da TGV e dal TER.

## Storia
La fermata venne inaugurata nel 9 dicembre 1875 con rago di stazione. Nel 24 maggio 1940 il servizio passeggeri fu sospeso, ma venne riaperta il 23 maggio 1971. Venne declassata a fermata negli anni successivi.